# Natalija Miladinović
Natalija Miladinović (Beograd, 1988) srpska je umetnica. Svoje stvaralaštvo izražava kroz slikarstvo, fotografiju i skulpturu. Do sada je izlagala na brojnim međunarodnim izložbama u Srbiji, Francuskoj, Belgiji, Hrvatskoj, Kipru, Japanu, Austriji i Bosni i Hercegovini.

## Počeci
Od malih nogu ispoljava interesovanje za slikarstvo i kreativno izražavanje. Još u osnovnoj školi osvaja drugo mesto na međunarodnoj izložbi u kategoriji kolaža. Nakon završene srednje škole 2007. godine upisuje Fakultet primenjenih umetnosti, Univerziteta u Beogradu na odseku primenjeno slikarstvo gde je 2014. godine i magistrirala.

## Stvaralaštvo
Svoju umetnost prikazuje u okviru slikarstva, crteža, fotografije i skulpture. Uspešno stvara u svakoj od disciplina gde brojne izložbe potvrđuju i njenu posvećenost.
Slikarstvo i fotografija su ipak dva umetnička izraza koja su joj najbliža i u okviru kojih ispoljava svoj pun potencijal. Činjenica da je svoju znatiželju i potrebu za stvaranjem prenela kroz više polja nam govori da je ona umetnik sa mnoštvom veština. U njenim delima možemo sagledati borbu između njene dve strane, praktične – realistične i nedodirljive – iracionalne. Tako je i Natalija nekako i podelila oblasti u kojima može da iskaže svaku od svojih ličnosti, kroz njene fotografije vidimo jasno razmišljanje i planiranje svakog kadra dok njeno slikarstvo odiše slobodom pokreta i nesputanošću. Članica je Udruženja likovnih umetnika Srbije od 2017.

## Umetnički izraz
Natalijin umetnički opus varira u zavisnosti od medija kroz koji se izražava. Slikarstvu prilazi istraživajući forme, njihove odnose i na koji način one ispunjavaju površinu platna ili papira. Kolorna paleta nije ograničena na određeni izbor boja, već smelo kombinuje razne tonove i povezuje ih u smislenu celinu. Kod fotografije možemo videti sjajno zabeležene neponovljive trenutke u maniru dokumentarne fotografije, preko apstraktnih detalja i formi pa sve do studije oslikanog ljudskog tela u inspirativnim pozama koje naglašavaju lepotu pokreta. U skulpturi voli da istražuje nove materijale i da svoja razmišljanja i slikarske poteze koji su nastali na dvodimenzionalnom platnu unese u prostor.

## Women in Art for Peace
U februaru i martu 2018. godine Natalija svojim radom, slikom "Peace" predstavlja Srbiju na izložbi Women in Art for Peace Архивирано на веб-сајту  (25. децембар 2018), iza koje stoji Europe’s Art. Izložbe su održane u Savetu Evrope u Strazburu i u Zgradi odbora regija u Briselu, izložba nastavlja da putuje dalje.

## Izložbe

##### 2021.
"Inside", Paintings, Pavane art room, Beograd
"Women about Women" Fotografija, Prica Galerija, Hrvatska - Samobor
"Women about Women" Fotografija, Modern Gallery, Crna Gora - Podgorica
"Women about Women" Fotografija, NGVU Gallery, Belgrade

##### 2020.
“Prolećna izložba ULUS”, Slika, paviljon Cvijeta Zuzoric ULUS, Beograd
“Mini act Vol. 6”, Fotografija, Kombank Art Hall, Beograd
“Buđenje”, slika, grupna izložba, galerija Atelier DivArt, Beograd

##### 2019.
“Mini act Vol. 5”, fotografija, Stara Kapetanija, Beograd
"Virtuelna + prostorna galerija", Metamorfoza, fotografije, Promenada, Beograd
"Humanitarna aukcija" fotografija, Fondacija Dositej 1925, Ustanova kulture "Vuk Karadžić", Beograd
"Korporativni događaj" Slike, grupna izložba, Hunch, Beograd
“Rađanje vrhunske glumice”, fotografija, Beč, Austrija
“Festival Dev9t”, Slika, fotografija, Beograd
“Ženstvenost”, ReFoto fotografija, galerija Pro3or, Beograd
“Prolećna izložba ULUS-a”, Slika, Paviljon Cvijeta Zuzoric ULUS, Beograd
“Figura kroz misao vol. 2”, fotografija, Galerija Masuka, Velika Plana

“Mini act Vol. 4”, fotografija, Kombank Art Hall, Beograd

##### 2018.
“Figura kroz misao”, samostalna izložba fotografija, Kuća Kralja Petra, Beograd
“Novogodišnja prodajna izložba ”, Slika, ULUS galerija, Beograd
“20/20”, Skulptura, Balkan 2020 Galerija, Beograd
“Jesenja izložba ULUS-a”, Slika, Paviljon Cvijeta Zuzoric ULUS, Beograd
“Spiritual”, samostalna izlozba fotografija, “Galerija Atrijum, biblioteka Beograda“
“MiniAct Vol4”, Fotografija,Gallery 37, Kipar
“Novi Sad open Art”, Mozaik, Kulturni centar Novog Sada
“Nestali”, Fotografija, Kulturni centar Beograd
“Festival Dev9t”, Slika, Beograd
Plamen - Akril na platnu 120x140cm - Natalija Miladinović 2017.
“Women in Art for Peace”, Slika, zgrada odbora regija, Brisel
“Women in Art for Peace”, Slika, Savet Evrope, Strazbur
“Mini act Vol. 3”, Fotografija, Kombank Art Hall, Beograd

##### 2017.
“Fidelium”, Fotografija, Kuća Kralja Petra, Beograd
“Mini act Vol. 2”, Fotografija, Nano Galerija, Japan-Osaka
“NOA”, Crtež – Umetnost na papiru, Novi Sad dvorac Eđšeg
“25. Art Market”, Slika, Kuća Kralja Petra, Beograd
“Otvoreni grad umetnosti Srebrenik”, Umetnička kolonija, Slika, Bosna i Hercegovina
“Festival Dev9t”, Slika, Beograd
“Black Box”, Slika, Mikser festival, Beograd
”Umetnost na papiru”, Crtež, Narodna biblioteka Srbije, Beograd
Couple - Akril na platnu 100x100cm - Natalija Miladinović 2018.
”Formulacije na papiru”, Crtež, Kulturni centar Grocka
“Metamorfoza”, Fotografija, pavilion Cvijeta Zuzoric ULUS, Beograd
“Drvena Skulptura”, Skulptura, pavilion Cvijeta Zuzoric ULUS, Beograd
“Život i multimedija”, ReFoto Fotografija, galerija Pro3or, Beograd

##### 2016.
“Mini act Vol. 1”, Fotografija, Kombank Art Hall, Beograd
“Humanitarni aspekt”, Fotografija, Kulturni centar Novi Sad
“NOA”, Skulptura, Novi Sad dvorac Eđšeg
“Black Box” Skulptura, Mikser festival, Beograd
”Pokret”, Refoto Fotografija, galerija Artget, Beograd

##### 2015.
”8 soba 8 samostalnih izložbi”, Slika, Kuća Kralja Petra, Beograd
“Novi Sad Open Art”, Slika, Kulturni centar Novi Sad
“7DS”, Crtež, Hrvatska-Pazin
Srce - Akril na platnu 120x120cm - Natalija Miladinović 2018.
“Black Box” Skulptura, Mikser festival, Beograd
“Ulična Fotografija”, Fotografija, galerija Gradska gerila, Beograd
The Beginning - Akril na platnu 100x100cm - Natalija Miladinović 2018.

##### 2014.
“Novi Sad Open Art”, Slika, Kulturni centar Novi Sad
“7DS”, Skulptura, Hrvatska-Pazin
“BOA”, Skulptura, Kulturni centar Beograd
“Uskršnji april u Beogradu”, Slika, Beli dvor, Beograd
“Mesec umetnika”, Slika, galerija Beoart-Liveart, Beograd

##### 2013.
“Teratoria”, Skulptura, plato Hrama Svetog Save, Beograd
“Zajedno u kući Đure Jakšića”, Slika, srpski i japanski umetnici, Beograd
“Umetnik sa zvezdicom”, Fotografija, ulična izložba, Beograd
”100 naj Refoto”, Fotografija, galerija Artget, Beograd
”100 naj Refoto”, Fotografija, Kulturni centar Zrenjanin

##### 2012.
“Diplomska izložba”, Slika i Skulptura, Ruma
“Diploma 2012”, Slika i Skulptura, Muzej primenjene umetnosti, Beograd
“7DS”, Grafika, Hrvatska-Pazin
“Teratoria”, Skulptura, Knez Mihailova ulica
“Vaskršnja izložba”, Slika, Pančevo

##### 2011.
“XV međunarodna prolećna izložba”, Slika, Beograd
“ Prozori Beograda ”, Slika, Beograd
“Telo”, Slika, Beograd

##### 2010.
”Otisak u kamenu”, mozaik, galerija SKC, Beograd
”Mozaik, freska, zgrafito, vitraž”, Narodni muzej, Kraljevo

##### 2009.
“Učešće u projektu uređenja enterijera Fakulteta primenjenih umetnosti” Mozaik, Beograd